# Lumus Rock
Der Lumus Rock ist ein Klippenfelsen im Wilhelm-Archipel vor der Graham-Küste des Grahamlands auf der Antarktischen Halbinsel. Er liegt 6 km westnordwestlich des Sooty Rock und markiert den südwestlichen Ausläufer des Archipels.
Teilnehmer der British Graham Land Expedition (1934–1937) entdeckten ihn und benannten ihn als Lumus Reef nach der Katze Lumus, eine von mehreren Katzen bei dieser Forschungsreise, die als einige von diesen den antarktischen Winter überlebt hatte. Das UK Antarctic Place-Names Committee nahm 1971 eine Anpassung der Benennung vor, um der eigentlichen Natur des geographischen Objekts zu entsprechen.